# Hands Up (canção)
"Hands Up" é uma canção do grupo americano TLC. Foi escrito e produzido por Babyface e Daryl Simmons para o quarto álbum de estúdio da banda, 3D (2002), e lançado como o segundo single do álbum após "Girl Talk" nos Estados Unidos em novembro de 2002. Um sucesso comercial menor, Sendo um R&B de ritmo médio tornou-se o primeiro single da banda a não entrar na Billboard Hot 100 e Hot R&B/Hip-Hop Singles & Tracks. No entanto, alcançou o top 30 na tabela Billboard Hot Singles Sales.
Recebendo críticas positivas, "Hands Up" rendeu uma indicação ao Grammy Awards de 2004 de Melhor Performance de R&B por um Duo ou Grupo com Vocal. Um videoclipe de acompanhamento, dirigido por Matthew Rolston, apresenta aparições da Countess Vaugh, Kandi Burruss e Rodney Jerkins. Um remix foi gravado com Jermaine Dupri e The Kid Slim, contendo interpolações de "Nasty Boy" por The Notorious B.I.G..

## Videoclipe
O vídeo foi filmado em 10 de janeiro de 2003. O TLC se reúne com Matthew Rolston, diretor dos vídeos anteriores para "Creep" e "Red Light Special", para o videoclipe da música. Nele, as integrantes da banda T-Boz e Chilli estão em um clube de striptease futurista, onde vários strippers masculinos têm tatuagens de UPCs e estão examinando-as. A filmagem por trás das cenas foi mostrado no Access Granted do BET.
O vídeo foi lançado como um DVD junto com o vídeo de "Girl Talk".

## Paradas
| Chart (2003)                                       | Maior posição |
| -------------------------------------------------- | ------------- |
| EUA (Billboard Bubbling Under R&B/Hip-Hop Singles) | 7             |
| EUA (Billboard Hot Singles Sales)                  | 30            |
| Reino Unido (Official Charts Company)              | 108           |